# Řád za zásluhy (Niger)
Řád za zásluhy (francouzsky: Ordre du Merite du Niger) je druhé nejvyšší státní vyznamenání Nigerské republiky. Založen byl roku 1963 a je udílen občanům Nigeru i cizím státním příslušníkům.

## Historie
Řád byl založen 24. června 1963. Udílen je občanům Nigeru i cizím státním příslušníkům za zásluhy během své pracovní kariéry. Příjemci řádu musí být starší 35 let. Ocenění jim předává prezident Nigeru obvykle 3. srpna v Den nezávislosti nebo 18. prosince na Den republiky. Prezident je také velmistrem řádu.

## Insignie
Řádový odznak má tvar osmicípé hvězdy s cípy ve tvaru maltézských křížů. Na kříži je položen státní znak Nigeru pokrytý zeleným smaltem. Pod znakem je bíle smaltovaná stužka se zlatým nápisem MERITE DU NIGER. Zadní strana je hladká.
Řádová hvězda je osmicípá s cípy složenými z různě dlouhých paprsků. Na hvězdě je položen řádový odznak bez přechodového prvku.
Stuha z hedvábného moaré je v barvách státní vlajky. Tvoří ji široký středový pruh v zelené barvě, na který z obou stran navazuje užší pruh v barvě bílé a další pruh v barvě oranžové.

## Třídy
Řád je udílen v pěti třídách. Pro každou třídu jsou určeny roční kvóty. Ve třídách rytíře, důstojníka a komtura existují i miniatury řádu, které se nosí během oficiálních večerních akcí.
- rytíř velkokříže – Řádový odznak se nosí na široké stuze spadající z ramene na protilehlý bok. Řádová hvězda se nosí nalevo na hrudi. Roční kvóta udává, že rytířů velkokříže může být nejvýše 20 % počtu velkodůstojníků.

- velkodůstojník – Řádový odznak se nosí napravo na hrudi společně s řádovou hvězdou. Roční kvóta udává, že velkodůstojníků může být nejvýše 20 % počtu komturů.
- komtur – Řádový odznak se nosí na stuze kolem krku. Řádová hvězda této třídě již nenáleží. Roční kvóta udává, že komturů může být nejvýše 40 % počtu důstojníků.
- důstojník – Řádový odznak se nosí zavěšený na stužce s rozetou. Roční kvóta udává, že důstojníků může být nejvýše 40 % počtu rytířů.
- rytíř – Řádový odznak se nosí zavěšený na stužce bez rozety.

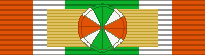
velkokříž
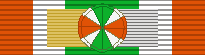
velkodůstojník
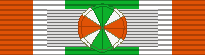
komtur
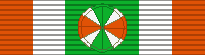
důstojník
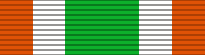
rytíř